# Chụp ảnh tự sướng 3D

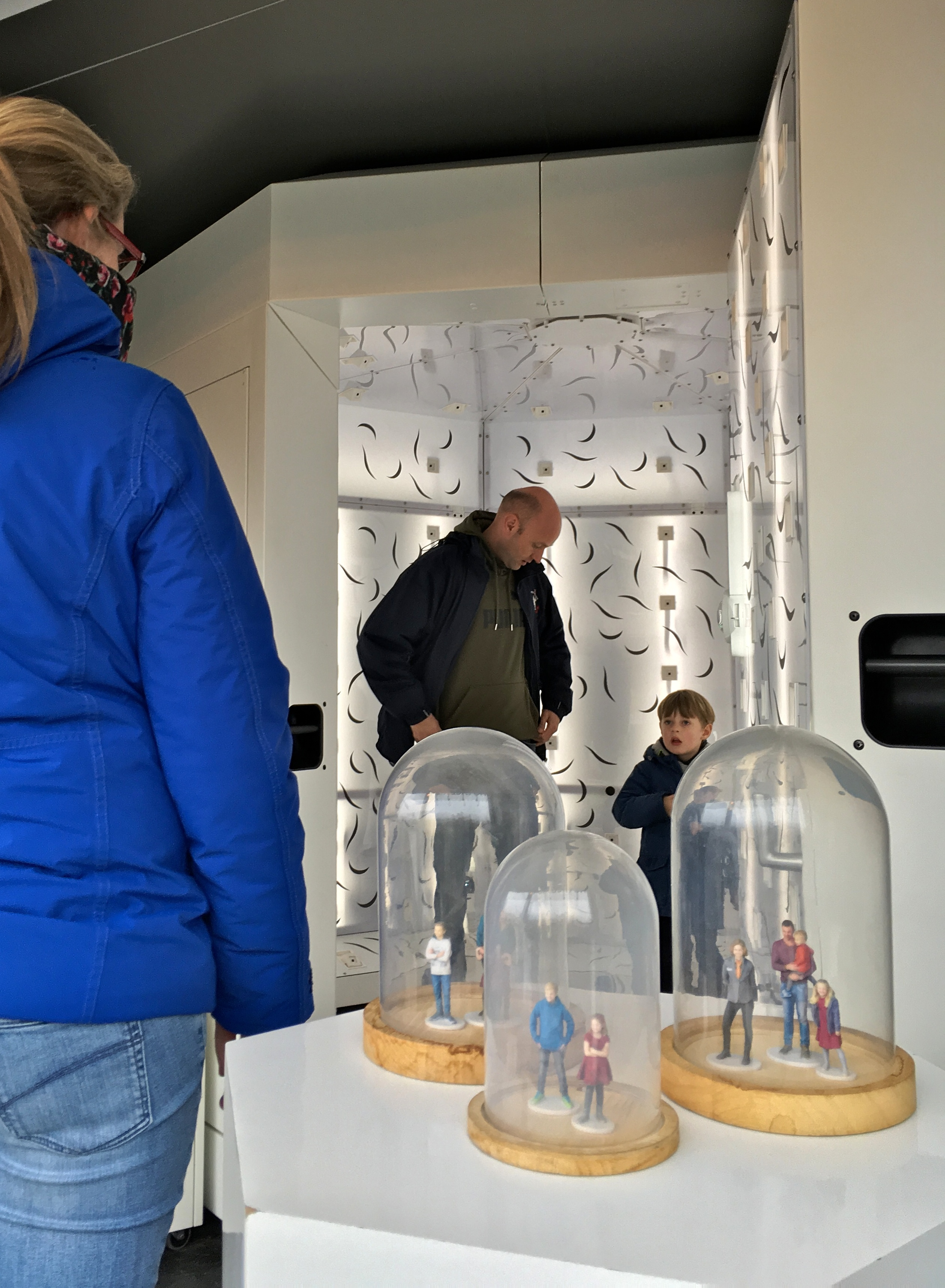
Gian hàng ảnh Fantasitron 3D tại Madurodam

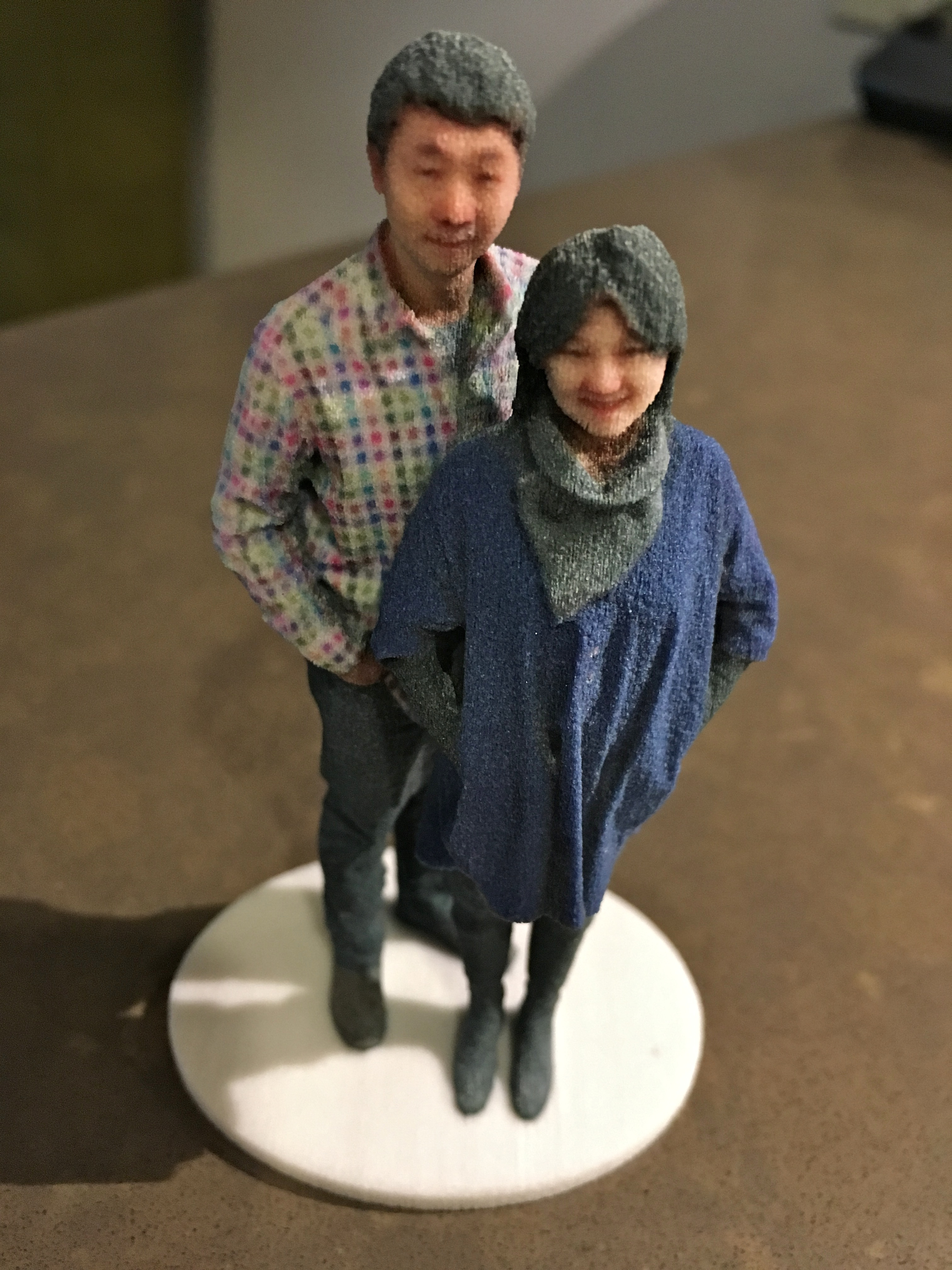
Ảnh tự sướng 3D ở tỷ lệ 1:20

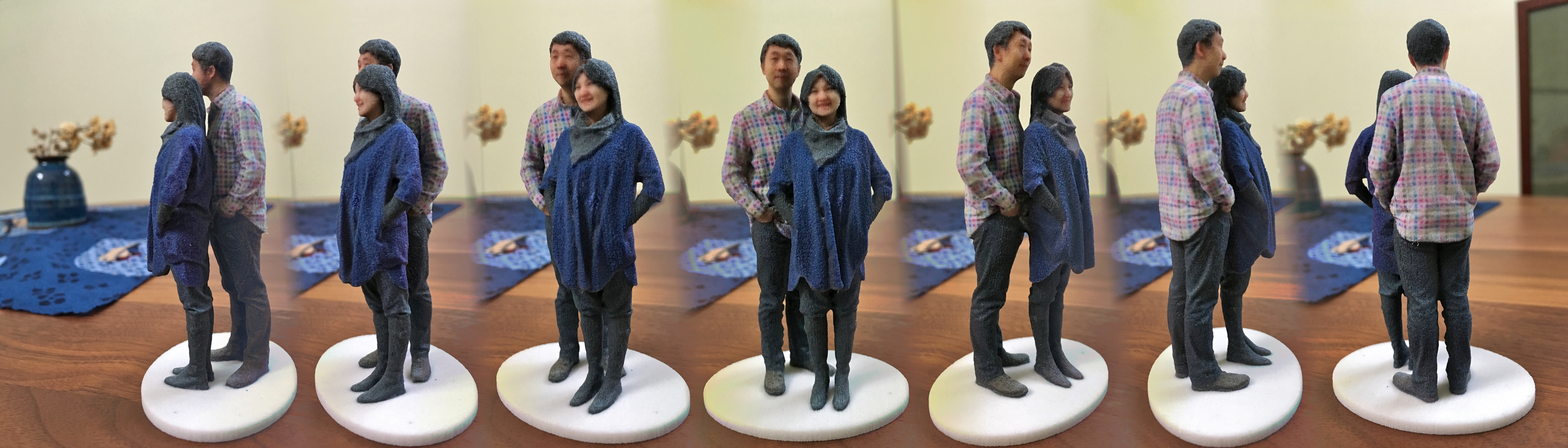
Ảnh tự sướng 3D được nhìn từ các góc khác nhau

Chụp ảnh tự sướng 3D là bản sao tỷ lệ được in 3D của một người. Ảnh tự sướng ba chiều này còn được gọi là ảnh chân dung 3D hay tượng in 3D. Các bức tượng 3D thường được in đầy đủ màu sắc bằng cách sử dụng các kỹ thuật phun chất kết dính dựa trên thạch cao, tạo cho bức tượng một kết cấu giống như đá sa thạch. Trong khi quy trình in được chuẩn hóa chặt chẽ, việc quét đối tượng dưới dạng mô hình 3D có thể được thực hiện theo nhiều cách. Hầu hết các hệ thống đều sử dụng máy ảnh hoặc máy ảnh kỹ thuật số để chụp ảnh 2D của đối tượng, dưới ánh sáng bình thường, dưới các mẫu ánh sáng chiếu hoặc kết hợp cả hai. Một phần mềm sau đó xây dựng lại mô hình 3D của đối tượng từ những hình ảnh này.
Các hệ thống giá rẻ có thể sử dụng một máy ảnh duy nhất được di chuyển xung quanh đối tượng ở 360 ° ở các độ cao khác nhau, trong vài phút, trong khi chủ thể vẫn bất động. Các hệ thống phức tạp hơn có một thanh dọc gắn máy quay xoay quanh đối tượng, thường có thể quét toàn bộ vật mẫu trong vòng 10 giây. Hầu hết các hệ thống đắt tiền đều có một gian hàng ảnh 3D với 50 đến 100 camera được tích hợp tĩnh vào tường và trần nhà, bắn cùng một lúc,do đó có thể loại bỏ sai lệch khi quét do chuyển động của đối tượng.